# Knotten
Der Knotten (norwegisch für Knubbel) ist ein Nunatak im ostantarktischen Königin-Maud-Land. Im nördlichen Teil des Ahlmannryggen ragt er 8 km südwestlich des Krylen auf.
Norwegische Kartografen, die den Nunatak auch deskriptiv benannten, kartierten ihn anhand von Luftaufnahmen und Vermessungen der Norwegisch-Britisch-Schwedischen Antarktisexpedition (1949–1952).